# Mormântul actorului Dragomir State
Mormântul actorului Dragomir State este un monument istoric aflat pe teritoriul municipiului Iași.